# Parafia cywilno-wojskowa św. Wojciecha w Braniewie
Parafia cywilno-wojskowa pw. Świętego Wojciecha w Braniewie – rzymskokatolicka parafia w Braniewie, należąca do archidiecezji warmińskiej i dekanatu Braniewo. Erygowana 12 grudnia 1995. Do 2011 znajdowała się w Warmińsko-Mazurskim Dekanacie Wojskowym Ordynariatu Polowego Wojska Polskiego. Z dniem 16 lutego 2012 roku parafia przeszła do Dekanatu Wojsk Lądowych Ordynariatu Polowego Wojska Polskiego. Jej proboszczem jest ks. mjr dr Karol Biegluk. Siedziba parafii mieści się przy ulicy Sucharskiego.

## Historia
Kościół na tzw. „osiedlu wojskowym” w Braniewie powstał z adaptowanego niedokończonego pawilonu handlowego, który był w stanie surowym otwartym. Wykończenie obiektu oraz adaptacja do celów sakralnych miała miejsce w latach 1999–2005. Pozwolenie na użytkowanie części kościelno–administracyjnej wydano w roku 2000 (od tego roku sprawowane są w kościele msze święte).
1 stycznia 2012 roku – na podstawie umowy zawartej pomiędzy Biskupem Polowym Wojska Polskiego – Józefem Guzdkiem i arcybiskupem warmińskim – Wojciechem Ziembą, została erygowana parafia wojskowo-cywilna pw. św. Wojciecha w Braniewie. Do parafii należą wierni z rodzin wojskowych i cywilnych zamieszkujący na ulicy: Sucharskiego, Sowińskiego, Dembińskiego, gen. Grota-Roweckiego, Bema i Stefczyka oraz wioski: Zawierz, Rudłowo, Glinka i Prątnik. Parafia liczy obecnie ok. 3000 wiernych.

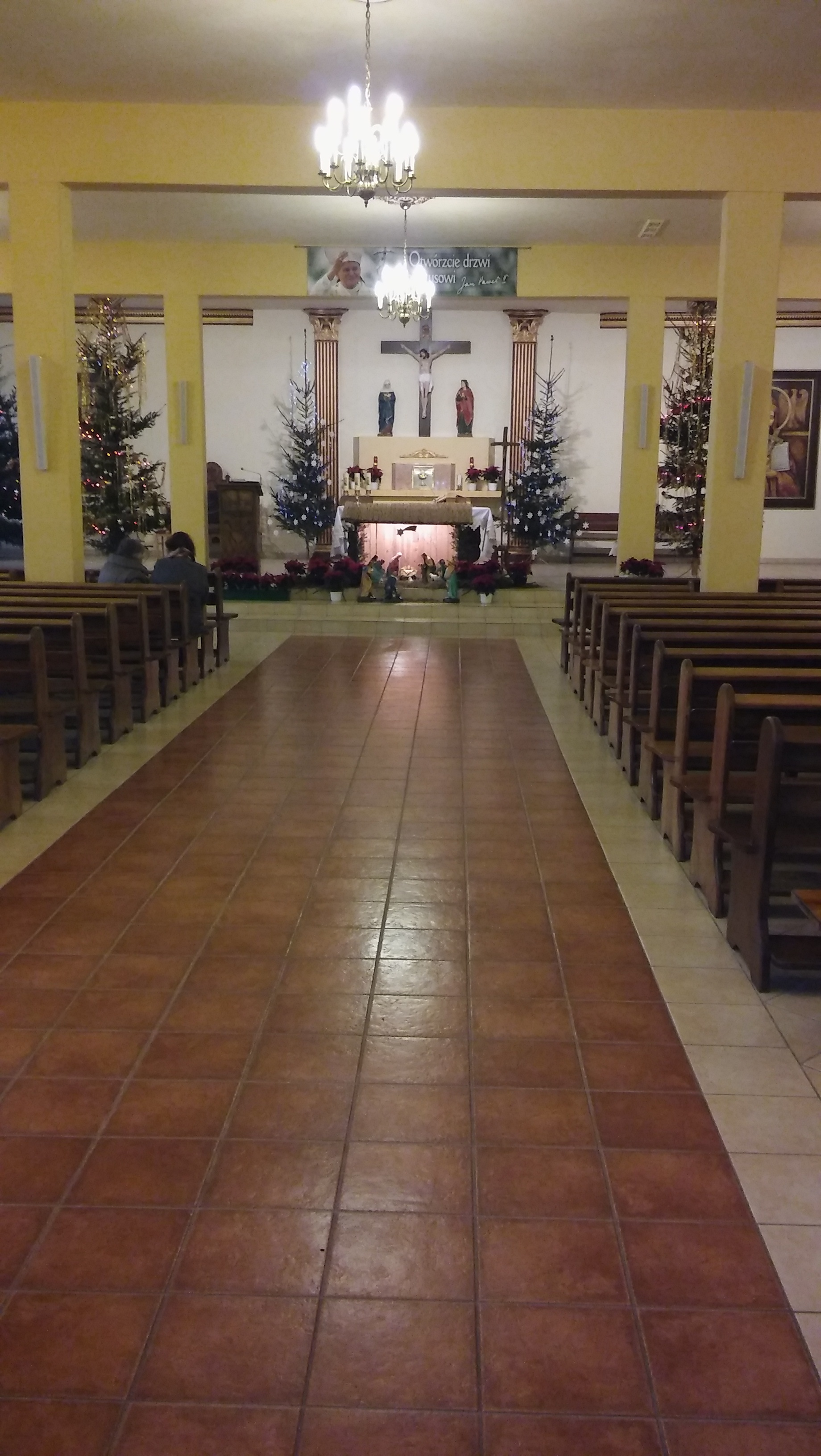
Wnętrze kościoła, Boże Narodzenie 2016

Księża proboszczowie pracujący w parafii:
- ks. por. Jarosław Rusnak (1995–1997),
- ks. mjr Janusz Kłopot (1997–2005),
- ks. ppłk Bogdan Słotwiński (2005–2008),
- ks. kmdr Czesław Olszak (2008–2013),
- ks. mjr Mariusz Antczak (2013–2016),
- ks. mjr Wojciech Kułak (2016–2019),
- ks. por. Sławomir Jarocki (2019-2025)
- ks. mjr dr Karol Biegluk (od 2025)